# Heinrich Carl Wilhelm Küpfer
Heinrich Carl Wilhelm Küpfer (* 8. Februar 1792 in Dortmund; † 30. Januar 1865 in Berlin) war ein deutscher Freiheitskämpfer, Diplomat und Parlamentarier.

## Leben
Küpfer war Stiefsohn des Diplomaten und Ministers Grafen Albrecht von der Goltz. Nach dem Besuch des Pädagogium in Halle (Saale) studierte er an der Georg-August-Universität Göttingen und der Universität Jena Rechtswissenschaft. Nebenher betrieb er philologische und theologische Studien. 1809 wurde er Mitglied des Corps Saxonia Jena. 1812 trat er in russische Dienste. Er wurde 1814 Unterleutnant und nahm im russischen Generalstab am Feldzug gegen Napoleon teil. 1815 trat er in preußische Dienste über. Von 1816 bis 1824 war er Legationssekretär am Bundestag in Frankfurt am Main, von 1825 bis 1830 in Konstantinopel und von 1830 bis 1832 in Frankreich sowie auf Mission in Portugal. Von 1832 bis 1837 war er ohne Verwendung. 1837 wurde er unter Ernennung zum Legationsrat vorzeitig pensioniert. Anschließend unternahm er zahlreiche Auslandsreisen. Von 1849 bis 1854 war er Berater des preußischen Ministerpräsidenten Otto Theodor von Manteuffel, für den er zahlreiche Denkschriften verfasste. 
Küpfer verfasste einige politische Veröffentlichungen. Seit 1830 war er Besitzer des Ritterguts Cziacze.

### Abgeordneter
Küpfer war Mitglied des Vereinigten Landtags von 1847. 1848 war er in der Preußischen Nationalversammlung Stellvertreter für den Prinzen von Preußen, für den er das Mandat weitgehend wahrnahm. 1849 saß er in der 1. Legislaturperiode als Abgeordneter des Wahlkreises Bromberg im Preußischen Abgeordnetenhaus. 
Von 1850 bis 1854 war Küpfer Mitglied der Ersten Kammer des Preußischen Landtags und seit 1851 Mitglied des Provinziallandtags der Provinz Posen.

### Auszeichnungen
- Pour le Mérite (8. Mai 1814)
- Krone zum Pour le Mérite (18. Juni 1864)
- Orden des Heiligen Wladimir 4. Klasse
- Russischer Orden der Heiligen Anna 3. Klasse